# Ctenotus saxatilis
Ctenotus saxatilis är en ödleart som beskrevs av  Storr 1970. Ctenotus saxatilis ingår i släktet Ctenotus och familjen skinkar. Inga underarter finns listade i Catalogue of Life.